# Mário Basto Wagner
Mário Basto Wagner (Porto, Cedofeita, 12 de Outubro de 1885/1887 - Lisboa, 28 de Maio de 1922/1935) foi um físico, químico, professor catedrático, cientista de renome e académico português.

## Biografia
Era filho de Leopoldo Manillius Wagner, filho de pai Alemão e de mãe Judia Asquenaze Alemã, e de sua mulher Virgínia de Oliveira Basto.
Com as mais altas classificações, tirou as Licenciaturas e doutorou-se em Ciências Físico-Químicas e em Filosofia na Faculdade de Ciências da Universidade de Leipzig.
Foi Professor Catedrático da Cadeira de Física e de Química da Escola Politécnica de Lisboa.
Publicou numerosos e interessantes trabalhos científicos da sua especialidade.
Foi o Professor, em Portugal, dos estudos acerca do algodão extraído da madeira, como matéria-prima.
Foi Sócio Correspondente das principais Academias Científicas do Mundo, entre elas a Academia de Ciências da Prússia, de Berlim, a Real Academia Espanhola, de Madrid, a Academia Francesa, de Paris, e a Academia das Ciências de Lisboa.
Faleceu solteiro e sem geração.